# Dead of Summer
Dead of Summer è una serie televisiva statunitense di genere horror/soprannaturale creata da Adam Horowitz, Edward Kitsis e Ian Goldberg per Freeform. La serie è ambientata negli anni '80 a Camp Stillwater, un campo estivo del Midwest. Nel mese di novembre 2015, Freeform ha emesso l'ordine di produrre la serie. La serie è stata concepita come un'antologia, con ogni stagione concepita come una miniserie autonoma, seguendo un diverso gruppo di personaggi in ambientazioni simili.
La serie ha debuttato il 28 giugno 2016 e si è conclusa il 30 agosto 2016. Dead of Summer è stato prodotto da ABC Signature e Kitsis/Horowitz. Adam Horowitz, Edward Kitsis e Ian Goldberg sono gli sceneggiatori ed i produttori esecutivi della serie. Steve Pearlman, inoltre, funge anche da produttore esecutivo. L'8 novembre 2016 Freeform cancella la serie dopo una sola stagione.

## Trama
Ambientato nel 1989, la scuola è chiusa per l'estate, un gruppo di ragazzi si ritrova al Camp Stillwater, un campo estivo del Midwest apparentemente idilliaco, in cui si vivono molte esperienze tra cui i primi amori, i primi baci e le prime uccisioni. L'oscura e antica mitologia di Stillwater si risveglia, e quella che doveva essere un'estate di divertimento si trasforma presto in una delle più indimenticabili, spaventose e malvagie di sempre.
L'estate di Amy, Cricket, Joel, Jessica, Drew, Alex e Blair viene così rovinata, durante la quale si susseguono alcuni macabri omicidi  ma soprattutto sovrannaturali. In tutto ciò interviene anche il giovane vice-sceriffo Garrett.

## Personaggi e interpreti

### Principali
- Deb Carpenter, interpretata da Elizabeth Mitchell.[2]
- Amy Hughes, interpretata da Elizabeth Lail.[2]
- Carolina "Cricket" Diaz, interpretata da Amber Coney.[3]
- Agente Garrett "Townie" Sykes, interpretato da Alberto Frezza.
- Joel Goodson, interpretato da Eli Goree.
- Blair Ramos, interpretato da Mark Indelicato.[4]
- Alex Powell/Alexi Fayvinov,[4] interpretato da Ronen Rubinstein.
- Jessica "Jessie/Braces" Tyler,[4] interpretata da Paulina Singer.
- Drew Reeves/Andrea Dalton, interpretata da Zelda Williams.

### Ricorrenti
- Sceriffo Boyd Heelan / The Teacher,[5] interpretato da Charles Mesure.
- Holyoke, the Tall Man interpretato da Tony Todd.
- Damon Crowley, interpretato da Andrew J. West.
- Parker, interpretato da Donnie Cochrane.
- Jason "Blotter" Cohen, interpretato da Zachary Gordon.
- Mrs. Sykes, interpretata da Janet Kidder.

### Guest star
- Keith Jones, interpretato da Dylan Neal.
- Hector Diaz, interpretato da Alex Fernandez.
- Renee, interpretata da Sharon Leal.
- Jack Skyes, interpretato da Dan Payne.

## Episodi
| Stagione       | Episodi | Prima TV USA |
| -------------- | ------- | ------------ |
| Prima stagione | 10      | 2016         |

## Produzione

### Sviluppo
Dead of Summer è stato ordinato il 18 novembre 2015, insieme all'annuncio che ABC Family si sarebbe trasformando in Freeform a partire dal gennaio 2016. Lo show è una riunione dei creatori di Lost e C'era una volta, Edward Kitsis e Adam Horowitz, e di Ian B. Goldberg, un tempo anche scrittore. Nel febbraio 2016 è stato annunciato che le star di Lost e C'era una volta, rispettivamente Elizabeth Mitchell e Elizabeth Lail, sarebbero state le prime ad entrare nel cast, iniziando così facendo una seconda riunione tra scrittori e attori. Nel mese di aprile 2016, Freeform ha annunciato che la serie sarebbe andata in onda il 28 giugno 2016. L'8 novembre 2016 Freeform cancella ufficialmente la serie.

### Riprese
Le riprese della serie sono iniziate ufficialmente il 21 marzo 2016 a Vancouver. Horowitz ha diretto l'episodio pilota, solo il suo secondo episodio per la televisione nelle vesti di regista dal momento che il primo fu il tredicesimo episodio della quarta stagione di C'era una volta, intitolato Imperdonabile.
Il decimo e ultimo episodio della prima stagione è stato diretto da Steve Miner, regista di Week-end di terrore e Halloween 20 anni dopo.